# رباط سنگی امین‌آباد
رباط سنگی امین آباد مربوط به دوره صفوی است و در شهرستان فیروزکوه، روستای امین آباد واقع شده و این اثر در تاریخ ۲۰ آذر ۱۳۷۹ با شمارهٔ ثبت ۲۹۳۹ به‌عنوان یکی از آثار ملی ایران به ثبت رسیده است.